# Paul John Hall
Paul John Hall (* 6. Januar 1895 in Riga; † 8. Juni 1973 in Augsburg) war ein deutscher Ingenieur und Flugzeugkonstrukteur deutsch-baltischer Abstammung.

## Leben und Wirken
Hall absolvierte nach dem Abitur in seiner Geburtsstadt Riga ein Maschinenbaustudium und schloss es 1918 erfolgreich ab. 1920 wechselte er an das Kyffhäuser-Technikum in Bad Frankenhausen in den Studiengang Luftfahrzeugbau. Nach Erhalt des Diploms im Jahr 1922 trat er in den Niederlanden eine Anstellung bei der N.V. Nederlandsche Vliegtuigenfabriek Fokker in Amsterdam an, wo er in der von Walter Rethel geleiteten Konstruktionsabteilung und in den Bereichen Werksnormung, Materialprüfung und Fertigungskontrolle tätig war.
1925 ging Hall nach Deutschland zurück und erhielt bei der Dietrich Flugzeugwerke AG in Kassel zum 1. April eine Anstellung, anfangs als Leiter der Fertigungskontrolle und etwas später als Chef des Konstruktionsbüros. In dieser Funktion entwarf er das als Hochdecker ausgelegte Sport- und Reiseflugzeug DP IX, von dem neun Exemplare hergestellt wurden, sowie den Sportdoppeldecker DP XI. Halls Arbeitgeber Richard Dietrich hatte sich kurz vor dessen Firmeneintritt von seinem Teilhaber Anatole Gobiet getrennt, was seine beiden Angestellten Antonius Raab und Kurt Katzenstein in der Folge dazu veranlasste, mit Gobiet als Geldgeber am 16. November 1925 ihr eigenes Unternehmen, die Raab-Katzenstein-Flugzeugwerke (RaKa), zu gründen. Hall wechselte daraufhin wie auch der Großteil von Dietrichs Angestellten zu Raab-Katzenstein und entwickelte dort als erstes zusammen mit Andreas von Faehlmann und Erich Gammelin aus seinem Entwurf DP XI das erfolgreiche Schul- und Kunstflugzeug Kl I „Schwalbe“, von dem über 40 Stück gebaut wurden. In den folgenden drei Jahren zeichnete Hall für die Konstruktion fast sämtlicher bei RaKa entworfener Flugzeugtypen verantwortlich: die RK 2 „Pelikan“, RK 7 „Schmetterling“, RK 9 „Grasmücke“ und RK 25 sowie die im Auftrag Gerhard Fieselers entworfene RK 26 „Tigerschwalbe“.
Mit Wirkung zum 31. Dezember 1928 verließ Hall Raab-Katzenstein und wechselte zum Jahresbeginn 1929 als Leiter der Konstruktionsgruppe für Sport- und Schulflugzeuge zu den Bayerischen Flugzeugwerken (BFW) nach Augsburg, wo er dem Technischen Direktor Willy Messerschmitt unterstellt war. Dort konstruierte er die immer wieder in der Literatur als Messerschmitt-Entwürfe ausgegebenen Typen M23c, M27 und M29. Als Messerschmitt 1931 Konkurs anmelden musste, verlor Hall Ende 1932 wie auch ein Großteil der BFW-Belegschaft seinen Arbeitsplatz, fand aber noch im selben Jahr eine neue Anstellung in Warnemünde bei den Ernst Heinkel Flugzeugwerken als Abteilungsleiter im Konstruktionsbüro für Gemischtbau. Kurz vor seiner Entlassung bei BFW hatte er im November 1932 das Projekt eines als Doppeldecker ausgelegten Schulflugzeugs mit der Bezeichnung M32 ausgearbeitet, das er nun bei Heinkel als He 72 „Kadett“ zur Ausführung brachte und das mit über 700 gebauten Exemplaren zum überaus erfolgreichen Standard-Schulflugzeug der Luftwaffe werden sollte.
1936 ging Hall nach Kassel zurück und trat mit Wirkung zum 1. Februar als Leiter eines Konstruktionsbüros in die Konstruktionsabteilung der Gerhard-Fieseler-Werke ein, wo er an der Entwicklung des Fieseler Storch mit dem Schwerpunkt auf Rumpf und Fahrwerk mitwirkte. Ende Juni 1940 verließ er Fieseler wieder. Sein nächstes Arbeitsverhältnis führte ihn bei Junkers in Dessau unter Heinrich Hertel als Technischem Direktor und dem Leiter der Entwicklungsabteilung Groppler zur Ausarbeitung des großen Lastenseglers Ju 322 „Mammut“ im Bereich Detailkonstruktion. Diese Aufgabe wurde ihm übertragen, da die Ju 322 entgegen der bisher bei Junkers angewandten Ganzmetallbauweise vollständig aus Holz bestand und Hall ein anerkannter Fachmann auf diesem Gebiet war. 1944 wechselte er als Kontrollleiter der Focke-Wulf-Flugzeugbau AG in deren Zweigbetrieb nach Posen, wo er auch das Kriegsende erlebte. Danach trat Paul John Hall als Flugzeugkonstrukteur nicht mehr in Erscheinung.